# Plagithmysus dubautiae
Plagithmysus dubautiae là một loài bọ cánh cứng trong họ Cerambycidae.